# 旧制中等教育学校の一覧 (京都府)
京都府における旧制中等教育学校の一覧（きゅうせいちゅうとうきょういくがっこうのいちらん）とは、学制改革前（第二次世界大戦前）の京都府内での旧学制の中等教育学校をまとめた一覧である。

## 旧制中学校

### 公立
- 京都府中学校（1870年）⇒ 京都府中学 ⇒ 京都府京都中学校 ⇒ 京都府尋常中学校 ⇒ 京都府第一中学校 ⇒ 京都府立第一中学校 ⇒ 京都府立京都第一中学校（1918年[1]） ⇒《新制》京都府立洛北高等学校 ⇒ 京都府立洛北高等学校・附属中学校（2004年）
  - 京都府立宮津中学校（1885年）⇒ 翌年廃止、京都中学校に併合[2]
  - 京都府立亀岡中学校（1885年）⇒ 同上[3]
  - 京都府立三山木中学校（1885年）⇒ 同上[4]
- 京都府第二中学校（1900年）⇒ 京都府立第二中学校 ⇒ 京都府立京都第二中学校（1918年[1]） ⇒《新制》京都府立洛南高等学校 ⇒（1948年：廃止）→（1984年：再設置）京都府立鳥羽高等学校
- 京都府第三中学校（1900年）⇒ 京都府立第三中学校 ⇒ 京都府立福知山中学校（1918年[1]） ⇒《新制》京都府立福知山高等学校 ⇒ 京都府立福知山高等学校・附属中学校（2015年）
- 京都府立第四中学校（1906年）⇒ 京都府立宮津中学校（1918年[1]） ⇒《新制・統合》京都府立宮津高等学校 ⇒（2020年：統合）京都府立宮津天橋高等学校
- 京都府立第五中学校（1907年）⇒ 京都府立京都第三中学校（1918年[1]） ⇒《新制》京都府立山城高等学校
- 京都府立桃山中学校（1921年：開校前仮称「京都府立京都第四中学校」）⇒《新制》京都府立桃山高等学校
- 京都府立舞鶴中学校（1922年）⇒ 京都府立舞鶴第一中学校 ⇒《新制》京都府立西舞鶴高等学校
- 京都府立園部中学校（1926年）⇒《新制》京都府立園部高等学校 ⇒ 京都府立園部高等学校・附属中学校（2006年）
- 京都府立東舞鶴中学校（1940年）⇒ 京都府立舞鶴第二中学校 ⇒《新制》京都府立東舞鶴高等学校
- 京都府立京都第五中学校（1941年）⇒《新制・統合》京都府立桂高等学校

### 私立
- 京都府下小教校（1875年）⇒ 大谷尋常中学校（1893年）⇒ 真宗第一中学寮 ⇒ 真宗京都中学 ⇒ 大谷中学校 ⇒《新制》大谷中学校・高等学校
- 同志社尋常中学校（1896年）⇒ 同志社中学校 ⇒《新制》同志社中学校・高等学校
- 金亀教校（1876年）⇒ 第三仏教中学校（1902年）⇒ 私立平安中学校 ⇒《新制》平安高等学校 ⇒ 龍谷大学付属平安高等学校 ⇒ 龍谷大学付属平安中学校・高等学校（2008年）
- 総黌（1881年）⇒ 私立古義真言宗聯合高等中学校（1902年）⇒ 真言宗京都中学 ⇒ 東寺中学校 ⇒《新制》東寺高等学校 ⇒ 洛南高等学校 ⇒ 洛南高等学校・附属中学校（1985年）
- 清和普通学校（1905年）⇒ 清和中学校（1906年）⇒ 立命館中学校 ⇒《新制》立命館中学校・高等学校
- 私立京都中学（1906年）⇒ 京都中学校 ⇒《新制》京都高等学校（1951年：閉校）[5]
- 勧学院（1868年）⇒ 浄土宗総本山宗学校 ⇒ 西部大学林 ⇒ 第五教区宗学教校 ⇒ 東山中学校（1912年）⇒《新制》東山中学校・高等学校
- 般若林（1872年）⇒ 普通学林 ⇒ 花園学林 ⇒ 花園学院 ⇒ 花園中学校（1919年）⇒ 臨済学院中等部 ⇒《新制》花園中学校・高等学校
- 連合般若林（1892年）⇒ 紫野中学 ⇒（1939年：閉校）

- 西山派普通学寮 ⇒ 聖峰中学（1919年）⇒ 聖峯中学校（1943年）⇒《新制》聖峰高等学校（1950年：閉校）[6]
- 京都正則予備校（1915年）⇒ 両洋中学校（1925年）⇒《新制》両洋高等学校 ⇒ 京都両洋高等学校（1987年）

## 高等女学校

### 公立
- 新英学校及女紅場（1872年）⇒ 英女学校及女紅場（1874年）⇒ 女学校及女紅場（1876年）⇒ 京都府女学校及女紅場（1877年）⇒ 京都府女学校（1882年）⇒ 京都府高等女学校（1887年）⇒ 京都府立第一高等女学校（1904年）⇒ 京都府立京都第一高等女学校（1923年）⇒《新制》京都府立鴨沂高等学校 [7][8][9][注釈 1]
- 京都府立第二高等女学校（1904年）⇒ 京都府立京都第二高等女学校（1923年）⇒《新制》京都府立朱雀高等学校 [9]
- 南桑田郡立高等女学校（1904年）⇒ 京都府立亀岡高等女学校 ⇒《新制》京都府立亀岡高等学校
- 与謝郡立高等女学校（1906年）⇒ 京都府立宮津高等女学校 ⇒《新制・統合》京都府立宮津高等学校 ⇒（2020年：統合）京都府立宮津天橋高等学校
- 加佐郡立高等女学校（1906年）⇒ 京都府立舞鶴高等女学校 ⇒ 京都府立舞鶴第一高等女学校 ⇒《新制》京都府立西舞鶴女子高等学校 ⇒（1948年：統合）京都府立西舞鶴高等学校
- 京都市立高等女学校（1908年）⇒ 京都市立第一高等女学校（1922年）⇒ 京都市立堀川高等女学校（1928年）⇒《新制》京都市立堀川高等学校 [9]
- 船井郡立高等女学校（1908年）⇒ 京都府立園部高等女学校（1923年）⇒（1926年：閉校）
- 京都府天田郡立高等女学校（1909年）⇒ 京都府立福知山高等女学校 ⇒《新制》京都府立福知山女子高等学校 ⇒（1948年：統合）京都府立福知山高等学校 ⇒ 京都府立福知山高等学校・附属中学校（2015年）
- 京都府立桃山高等女学校（1918年：京都府女子師範学校に併設）⇒《新制》京都府立桃山女子高等学校 ⇒（1948年：統合）京都府立桃山高等学校 [注釈 2]
- 何鹿郡立女子実業学校（1907年）⇒ 京都府何鹿高等女学校（1920年）⇒ 京都府立綾部高等女学校 ⇒《新制》京都府立綾部高等学校
- 京都市立第二高等女学校（1922年）⇒ 京都市立二条高等女学校（1928年）⇒（1948年：閉校） [9]
- 京都府立東舞鶴高等女学校（1940年）⇒ 京都府立舞鶴第二高等女学校 ⇒《新制》京都府立東舞鶴女子高等学校 ⇒（1948年：統合）京都府立東舞鶴高等学校
- 東舞鶴市立実科高等女学校（1941年）⇒ 東舞鶴市立東舞鶴高等女学校（1943年）⇒ 舞鶴市立中舞鶴高等女学校 ⇒《新制》舞鶴市立中舞鶴女子高等学校 ⇒（1948年：統合）京都府立東舞鶴高等学校
- 京都府立嵯峨野高等女学校（1941年）⇒（1948年：閉校）→《新制》（1950年：再発足）京都府立嵯峨野高等学校 [10]
- 私立板橋裁縫専修学校（1901年）⇒（1918年：伏見町に移管）伏見町立女子手芸学校 ⇒ 伏見町立実科高等女学校（1929年）⇒ 京都市立伏見実科高等女学校 [9] ⇒ 京都市立伏見高等女学校 ⇒《新制》京都市立伏見高等学校 ⇒（1948年：統合）京都市立伏見高等学校 ⇒（1963年：京都市立洛陽高等学校、京都市立伏見高等学校から普通課程を移管し開校。下京区唐橋大宮尻町）京都市立塔南高等学校 ⇒（2023年：南区吉祥院観音堂町へ移転）京都市立開建高等学校
- 峰山町立峰山女学校（1914年）⇒ 峰山町立峰山実科高等女学校 ⇒ 京都府立峰山高等女学校（1943年）⇒《新制》京都府立峰山高等学校
- 京都府立城南高等女学校（1943年）⇒《新制》京都府立城南高等学校 ⇒（2009年：統合）京都府立城南菱創高等学校

### 私立
- 同志社女子部（1876年）⇒ 同志社分校女紅場（1877年）⇒ 同志社女学校 （1877年）⇒ 同志社高等女学部（1930年）⇒ 同志社高等女学校（1945年）⇒《新制》同志社女子中学校・高等学校 [11][12][9][注釈 3]
- エディの学校（1875年：大阪川口居留地）⇒ 照暗女学校（1880年）⇒ 平安女学院（1894年）⇒（1895年：京都市の現在地に移転）⇒ 平安高等女学校（1915年）⇒《新制》平安女学院中学校・高等学校 [13]
- 京都淑女女学校（1901年）⇒ 京都淑女高等女学校（1906年）⇒《新制》京都淑女中学校・高等学校 ⇒（1953年：閉校）[9]
- 菊花女学校（1903年）⇒ 菊花高等女学校（1907年）⇒（1948年：閉校）[9]
- 顕道女学院（1899年）⇒ 文中園（1900年）⇒ 文中女学校 ⇒ 京都高等女学校（1910年）[注釈 4] ⇒《新制》京都女子中学校・高等学校 [9]
- 精華女学校（1905年）⇒ 精華高等女学校（1908年）⇒《新制》精華女子中学校・高等学校 ⇒ 京都精華学園中学校・高等学校（2016年） [9]
- 華頂女学院（1911年）⇒ 華頂実科高等女学校 ⇒ 華頂高等女学校（1919年）⇒《新制》華頂女子中学校・高等学校 [9]
- 明徳女学校（1921年）⇒ 明徳高等女学校（1924年）⇒《新制》明徳女子高等学校 ⇒ 明徳女子商業高等学校 ⇒ 明徳商業高等学校 ⇒ 京都明徳高等学校（1997年） [10]
- 西山高等女学校（1927年）⇒《新制》西山高等学校 ⇒ 京都西山高等学校（2004年）
- 高等家政女学校（1904年）⇒ 家政高等女学校（1924年）⇒ 家政学園高等女学校（1944年）⇒《新制》家政学園中学校・高等学校 ⇒ 京都文教中学校・高等学校（2003年） [9]
- 成安裁縫学校（1920年）⇒ 京都成安女子学院（1923年）⇒ 京都成安高等女学校（1940年）⇒《新制》成安女子中学校・高等学校 ⇒ 京都成安中学校・高等学校 ⇒ 京都産業大学附属中学校・高等学校（2007年） [10]
- 光華高等女学校（1940年）⇒《新制》光華中学校・高等学校 ⇒ 京都光華中学校・高等学校（2001年） [10]
- 菊花高等家政女学校（1928年）⇒ 園部菊花高等女学校（1941年）⇒《新制》園部菊花女子高等学校 ⇒ 聖家族女子高等学校 ⇒ 京都聖カタリナ女子高等学校 ⇒ 京都聖カタリナ高等学校（2006年）

## 実業学校

### 公立

#### 京都市
- 京都府画学校（1880年）⇒ 京都市美術学校 ⇒ 京都市美術工芸学校 ⇒ 京都市立美術工芸学校 ⇒《新制》京都市立銅駝美術工芸高等学校 ⇒ 京都市立美術工芸高等学校
- 京都染工講習所（1886年：上京区）⇒ 京都市染織学校（1894年：上京区釜座通椹木町上る東裏辻町）⇒（1912年：上京区烏丸通上立売上相国寺門前町へ移転）⇒ 京都市立工業学校（1919年）⇒ 京都市立第一工業学校（1925年）⇒（1935年：下京区唐橋大宮尻町へ移転）⇒《新制》京都市立洛陽高等学校 ⇒（1963年：普通課程を京都市立塔南高等学校へ移管）京都市立洛陽工業高等学校 ⇒（2016年：統合。伏見区深草西出山町）京都市立京都工学院高等学校
- 京都市立工業学校 分教場（1920年：上京区五辻通浄福寺西入）⇒ 京都市立第二工業学校（1925年：独立　東山通五条坂上ル）⇒（1936年：伏見区深草鈴塚町へ移転）⇒《新制》京都市立伏見工業高等学校 ⇒（1948年：統合）京都市立伏見高等学校 ⇒（1963年：普通課程を京都市立塔南高等学校へ移管）京都市立伏見工業高等学校 ⇒（2016年：統合）京都市立京都工学院高等学校
- 京都府商業学校（1886年）⇒ 京都市立第一商業学校（1910年）⇒《新制》京都市立西京商業高等学校 ⇒ 京都市立西京高等学校 ⇒ 京都市立西京商業高等学校（1963年）⇒ 京都市立西京高等学校 ⇒ 京都市立西京高等学校・附属中学校（2004年）
- 京都市立第二商業学校（1910年）⇒《新制》京都市立西陣商業高等学校 ⇒（1948年：閉校）
- 伏見実習学校（1915年：私立）⇒ 伏見商業学校（1923年）⇒（1934年：京都市へ移管）京都市立第三商業学校 ⇒《新制》京都市立伏見商業高等学校 ⇒（1948年：閉校）
- 京都府立簡易商業学校（1900年：京都府商業学校内）⇒ 京都市立簡易商業学校 ⇒ 京都市立商業実修学校 ⇒（1936年：右京区西院馬場町へ移転）京都市立四条商業学校 ⇒（1948年：閉校）
- 京都府立向陽工業学校（1943年）⇒ 京都府立向陽農業学校（1946年）⇒《新制・統合》京都府立桂高等学校
- 京都市立専修商業学校（1935年）⇒《新制》京都市立西京商業高等学校 定時制 ⇒ 京都市立西京高等学校 定時制 ⇒（2023年：閉校）
- 京都市立松原商務学校（1937年：夜間）

#### 山城
- 相楽郡立農学校（1901年）⇒ 相楽郡立農林学校（1902年）⇒（1922年：京都府に移管）京都府立木津農学校 ⇒《新制》京都府立木津農業高等学校 ⇒ 京都府立木津高等学校（1948年）

#### 丹波
- 京都府農牧学校（1876年）⇒ 船井郡立実業学校（1908年）⇒ 京都府立須知農学校（1923年）⇒《新制》京都府立須知農業高等学校 ⇒ 京都府立須知高等学校（1948年）
- 京都府蚕糸業組合立高等養蚕伝習所（1893年）⇒ 京都府蚕糸業組合立京都蚕業講習所（1897年）⇒ 京都府蚕糸業組合立城丹蚕業講習所（1898年）⇒ 京都府立城丹蚕業講習所（1918年）⇒ 京都府立城丹農事講習所（1919年）⇒ 京都府立城丹蚕業学校（1924年）⇒ 京都府立城丹実業学校（1942年）⇒《新制》京都府立城丹農業高等学校 ⇒（1949年：統合）京都府立綾部高等学校
- 南桑田郡立実業学校（1919年）⇒（1923年：京都府に移管）京都府立亀岡農学校 ⇒《新制》京都府立亀岡農業高等学校 ⇒（1948年：統合）京都府立亀岡高等学校 ⇒（1983年：農業課程が分離独立）京都府立農芸高等学校
- 京都府立北桑田農林学校（1944年）⇒《新制》京都府立北桑田高等学校
- 福知山市立農学校（1944年）⇒《新制・統合》京都府立福知山高等学校 ⇒（1963年：農業科募集停止）

#### 丹後
- 京都府水産講習所（1898年：与謝郡宮津町）⇒ 京都府立宮津水産学校（1942年）⇒《新制》京都府立水産高等学校 ⇒ 京都府立海洋高等学校（1990年）
- 熊野郡立農林学校（1902年）⇒ 京都府立久美浜農学校（1923年）⇒《新制》京都府立久美浜高等学校 ⇒（2020年：統合）京都府立丹後緑風高等学校
- 加佐郡立河守蚕業学校（1908年）⇒（1923年：京都府に移管）京都府立河守蚕業学校 ⇒ 京都府立河守農蚕業学校（1940年）⇒ 京都府立河守農業学校（1943年）⇒《新制》京都府立河守農業高等学校 ⇒ 京都府立河守高等学校 ⇒ 京都府立大江高等学校（1959年）
- 宮津町城東村学校組合立宮津実業学校（1919年）⇒ 京都府宮津実業学校 ⇒ 京都府宮津商業学校（1921年）⇒《新制・統合》京都府立宮津高等学校 ⇒（2020年：統合）京都府立宮津天橋高等学校
- 京都府立工業学校（1922年）⇒ 京都府立峰山工業学校 ⇒《新制》京都府立峰山工業高等学校 ⇒（1948年：統合）京都府立峰山高等学校

### 私立
- 京都手芸女学校（1902年）⇒ 京都高等手芸女学校 ⇒《新制》京都手芸高等学校・女子中学校 ⇒ 京都橘女子高等学校・女子中学校 ⇒ 京都橘女子高等学校 ⇒ 京都橘高等学校 ⇒ 京都橘中学校・高等学校（2010年）
- 京都烏丸商業学校（1940年）⇒《新制・合併》烏丸高等学校 ⇒（1951年：閉校）
  - 京都女子商業学校（1909年：京都高等手芸女学校に併設）⇒（1944年：烏丸商業学校に併合）
- 宮津裁縫伝習所（1907年）⇒《新制》暁星高等学校 ⇒ 暁星女子高等学校 ⇒ 京都暁星高等学校（2003年）
- 洛陽高等技芸女学院（1924年）⇒ 洛陽技芸高等学校 ⇒《新制》洛陽技芸女子高等学校 ⇒ 洛陽女子高等学校 ⇒ 洛陽総合高等学校（1999年）
- 福知山淑徳技芸学舎（1924年）⇒《新制》福知山淑徳高等学校
- 新舞鶴女子高等技芸学校（1924年）[注釈 5]
- 京都商業学校（1925年）⇒《新制》京都学園中学校・高等学校 ⇒ 京都先端科学大学付属中学校・高等学校（1921年）
- 舞鶴裁縫女学校（1929年）⇒《新制》日星高等学校
- 立命館商業学校（1929年）⇒（閉校）
- 京都高等技芸女学校（1934年）[注釈 6]
- 福知山商業学校 ⇒《新制》福知山商業高等学校 ⇒ 福知山成美高等学校
- 京都工学校 [注釈 7]
- 生産学園 [注釈 8]

## 夜学
- 京都府立夜間中学 ⇒ 京都府立二中夜間中学 ⇒ 京都府立上鳥羽中学校 ⇒ 京都府立鳥羽高等学校 ⇒ 京都府立朱雀高等学校定時制 ⇒ 京都府立鳥羽高等学校定時制
- 京都府立一中夜間中学 ⇒ 京都府立賀茂中学校 ⇒ 京都府立賀茂高等学校定時制 ⇒ 京都府立鴨沂高等学校定時制
- 京都府立三中夜間中学 ⇒ 京都府立雙陵中学校 ⇒ 京都府立雙陵高等学校定時制 ⇒ 京都府立山城高等学校定時制
- 立命館夜間中学 ⇒ 立命館第四中学 ⇒ 立命館第四中学校 ⇒ 立命館夜間高等学校
- 京都府立桃中夜間中学 ⇒ 京都府立伏見中学校 ⇒ 京都府立柏原高等学校定時制 ⇒ 京都府立桃山高等学校定時制
- 成安高等継日女学校 [注釈 9]
- 京都工科学校 [注釈 10]

## その他
- 光山学院
- 宇水英種学校（1924年）[注釈 11]
- 文理高等学院（1931年）[注釈 12]
- 京都基督教青年会英語学校（1903年）[注釈 13]
- 舞鶴研修学院（1925年）[注釈 14]